# Hypochnus
Hypochnus är ett släkte av svampar. Hypochnus ingår i familjen Thelephoraceae, ordningen Thelephorales, klassen Agaricomycetes, divisionen basidiesvampar och riket svampar.
|           | Thelephora                              |
|           |                                         |
|           | Tomentella                              |
|           |                                         |
|           | Pseudotomentella                        |
|           |                                         |
| Hypochnus | \| \| Hypochnus albocinctus \| \| \| \| |
|           | \| \| Hypochnus albocinctus \| \| \| \| |
|           | Tomentellastrum                         |
|           |                                         |
|           | Phaneroites                             |
|           |                                         |
|           | Phanerodontia                           |
|           |                                         |
|           | Amaurodon                               |
|           |                                         |
|           | Skepperia                               |
|           |                                         |
|           | Parahaplotrichum                        |
|           |                                         |
|           | Gymnoderma                              |
|           |                                         |
|           | Tomentellopsis                          |
|           |                                         |
|           | Lenzitopsis                             |
|           |                                         |
|           | Botryobasidium                          |
|           |                                         |
|           | Pleurobasidium                          |
|           |                                         |
|           | Entolomina                              |
|           |                                         |
|           | Polyozellus                             |
|           |                                         |
|           | Hypochnus albocinctus                   |
|           |                                         |

|  | Hypochnus albocinctus |
|  |                       |